# Salts als Jocs Olímpics d'Estiu de 1932 - Trampolí de 3 metres femení
El salt de trampolí de 3 metres femení fou una de les quatre proves de salts que es disputà dins el programa dels Jocs Olímpics d'Estiu de Los Angeles del 1932. La prova es va disputar el 10 d'agost de 1932. Hi van prendre part 8 saltadors de 6 països diferents.

## Medallistes
| Or                    | Plata                 | Bronze            |
| Georgia Coleman (USA) | Katherine Rawls (USA) | Jane Fauntz (USA) |

## Resultats
Les saltadores havien de fer sis salts, tres d'obligatoris i tres de lliures. En ser sols 8 saltadores es va disputar la final directa.
| Posició | Atleta                     | País         | Salt  | Salt  | Salt  | Salt  | Salt  | Salt  | Total |
| Posició | Atleta                     | País         | #1    | #2    | #3    | #4    | #5    | #6    | Total |
| ------- | -------------------------- | ------------ | ----- | ----- | ----- | ----- | ----- | ----- | ----- |
| 1       | Georgia Coleman            | Estats Units | 11,48 | 12,80 | 13,94 | 16,00 | 18,48 | 14,82 | 87,52 |
| 2       | Katherine Rawls            | Estats Units | 11,48 | 12,16 | 14,62 | 14,80 | 16,20 | 13,30 | 82,56 |
| 3       | Jane Fauntz                | Estats Units | 11,20 | 13,12 | 14,96 | 15,20 | 12,16 | 15,48 | 82,12 |
| 4.      | Olga Jensch-Jordan         | Alemanya     | 8,96  | 11,84 | 12,58 | 15,20 | 14,96 | 14,06 | 77,60 |
| 5.      | Doris Ogilvie              | Canadà       | 9,80  | 11,52 | 9,52  | 12,96 | 12,60 | 13,60 | 70,00 |
| 6.      | Magdalene Epply-Staudinger | Àustria      | 7,84  | 11,52 | 9,86  | 11,88 | 10,00 | 12,60 | 63,70 |
| 7.      | Etsuko Kamakura            | Japó         | 9,52  | 11,20 | 7,48  | 13,30 | 10,64 | 8,64  | 60,78 |
| 8.      | Ingrid Larsen              | Dinamarca    | 7,56  | 12,48 | 6,46  | 9,00  | 12,96 | 8,80  | 57,26 |